# Rhipidura rufidorsa
Rhipidura rufidorsa là một loài chim trong họ Rhipiduridae.